# مکتب پاگانیسم (کتاب)
مکتب پاگانیسم (فرانسوی: L'École païenne‎) مقاله ای از نویسنده فرانسوی شارل بودلر است. این کتاب برای اولین بار در سال ۱۸۵۲ منتشر شد، انتقادی است از نئوپاگانیسم زمان خود، که به شکل صریح در میان حامیان انقلاب ۱۸۴۸ فرانسه وجود داشت.